# Шарій Валерій Петрович
Шарій Валерій Петрович (нар. 2 січня 1947, Червень, Мінська область, Білоруська РСР) — радянський та білоруський важкоатлет, олімпійський чемпіон 1976 року, дворазовий чемпіон світу та Європи. Тринадцятиразовий рекорсмен світу.

## Виступи на Олімпіадах
| Олімпіада     | Вагова категорія | Місце |
| ------------- | ---------------- | ----- |
| Мюнхен 1972   | до 82,5 кг       | DNF   |
| Монреаль 1976 | до 82,5 кг       | 1     |